# Friedrich-Mohr-Denkmal

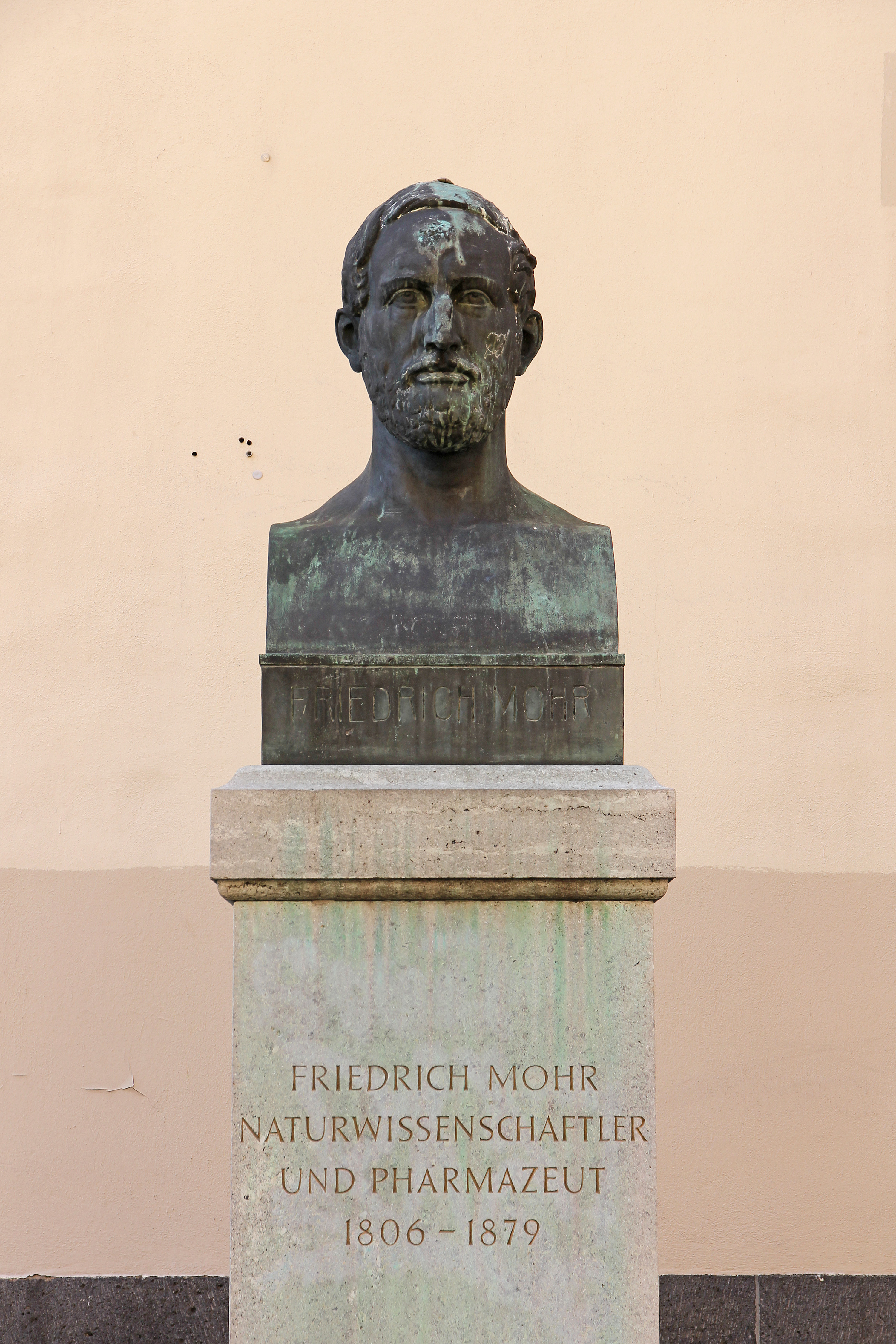
Büste von Karl Friedrich Mohr vor dem Eichendorff-Gymnasium in Koblenz

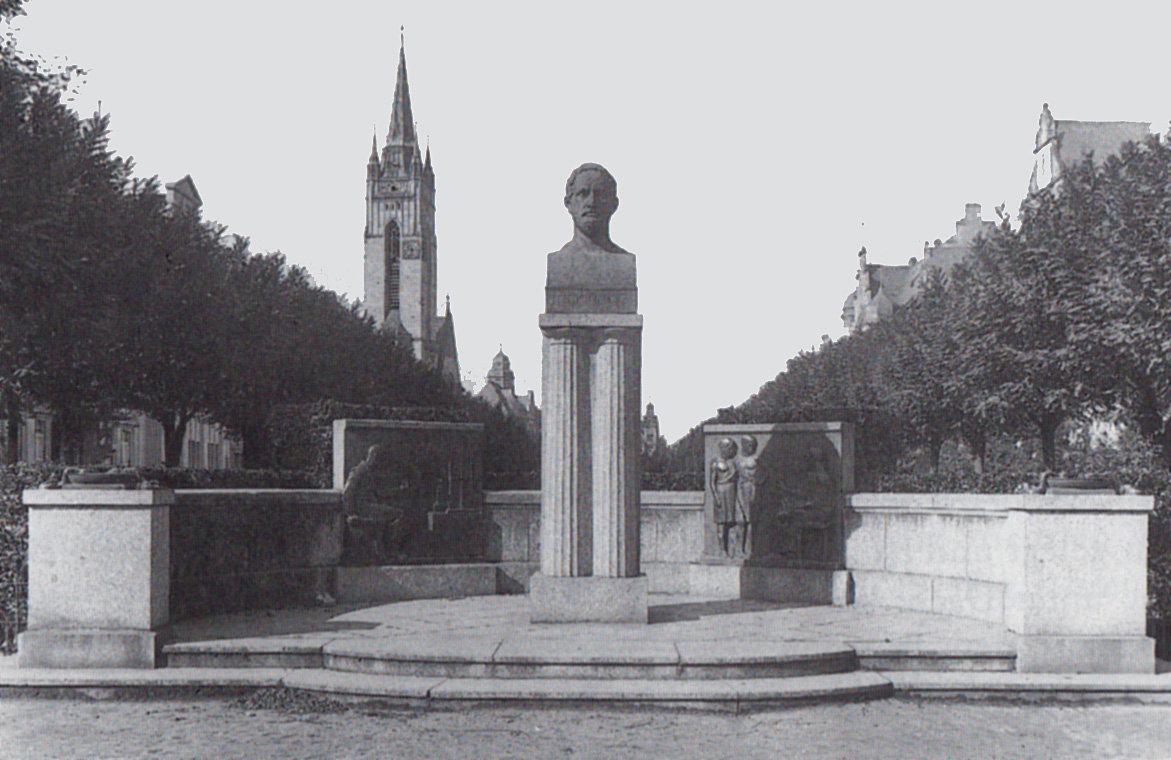
Das ursprüngliche Friedrich-Mohr-Denkmal auf dem Kaiser-Wilhelm-Ring in Koblenz 1914

Das Friedrich-Mohr-Denkmal in Koblenz ist ein Denkmal zu Ehren des in der Stadt geborenen Naturwissenschaftlers Karl Friedrich Mohr. Es befindet sich in der Altstadt auf dem Friedrich-Ebert-Ring.

## Geschichte
Die Apothekerkammer der Rheinprovinz schlug 1909 den Bau eines Denkmals zu Ehren von Karl Friedrich Mohr vor. Das Friedrich-Mohr-Denkmal wurde ursprünglich auf dem Kaiser-Wilhelm-Ring (heute Friedrich-Ebert-Ring 50° 21′ 16,9″ N, 7° 35′ 44,2″ O) errichtet und am 21. Juni 1914 eingeweiht. Das von der Stadt Koblenz gestiftete Denkmal wurde von dem Bad Kreuznacher Bildhauer Hugo Cauer geschaffen. Bei den Luftangriffen auf Koblenz im Zweiten Weltkrieg wurde die Denkmalanlage schwer beschädigt.
Nach dem Krieg wurde die Anlage nicht wieder aufgebaut. Stattdessen stellte man nur die Büste von Karl Friedrich Mohr in der Nähe des alten Standorts auf einem neuen Sockel vor dem Eingang des Eichendorff-Gymnasiums auf. Grund für den Standort war, dass die Gründung einer Vorgängerschule auf Betreiben von Mohr 1855 im Krämerzunfthaus eingerichtet wurde. Die restlichen Teile der Anlage, wie beispielsweise die Bronzeplatten mit Angaben über Mohrs Lehrtätigkeit, lagern heute im Mittelrhein-Museum.
Im Zuge der Sanierung des Eichendorff-Gymnasiums wurde das Denkmal abgebaut und im Oktober 2022 wieder auf dem Friedrich-Ebert-Ring aufgestellt.

## Bau
Die ursprüngliche Denkmalanlage auf dem Kaiser-Wilhelm-Ring war ein Rundbau mit figürlichen Tafeln über Mohrs Lehrtätigkeit. Auf einem Sockel in der Mitte befand sich eine Büste aus Bronze mit einem frontalansichtigen Bildnis von Karl Friedrich Mohr im Stil der Antike. Die erhaltene Büste steht heute auf einem neuen Sockel auf dem Friedrich-Ebert-Ring.